# Fort Foote Park
Le Fort Foote Park est une aire protégée américaine dans le comté du Prince George, au Maryland. Administré par le National Park Service, il protège le fort Foote.